# Alejandro Ferrant y Fischermans
Alejandro Ferrant i Fischermans (Madrid, 9 de setembre de 1843 - 20 de gener de 1917) va ser un pintor espanyol. El seu fill Ángel Ferrant va ser un destacat escultor de l'avantguarda espanyola.
Alejandro Ferrant va estudiar amb el seu oncle, Lluís Ferrant i Llausàs i a la Reial Acadèmia de Belles Arts de San Fernando. Igualment va anar a aprendre a Roma on va ser pensionat a la primera promoció de pintors de l'Acadèmia Espanyola de Belles Arts a Roma, al costat de Francisco Pradilla, Casto Plasencia, Manuel Castellano, Eduardo Sánchez Solá i Jaume Morera. Membre, tresorer i president de la secció de pintura de la Reial Acadèmia madrilenya, també impartí lliçons de pintura a l'escola central d'arts i oficis. El 1903 fou nomenat director del Museu d'Art Modern de Madrid, integrat des del 1971 al Museu del Prado.
Va pintar principalment temes religiosos i històrics, encara que també es va dedicar a la pintura de gènere i la decorativa. Dominava el dibuix i diverses tècniques pictòriques, com el fresc, l'oli i l'aquarel·la, que exercia mitjançant una pinzellada solta. Les seves obres presenten un cromatisme sobri i elegant, i en el cas dels retrats, es considera que la seva producció entronca amb la tradició pictòrica barroca en tant que sovint s'inclina per emprar gammes cromàtiques brunes.
Entre les seves obres destaca la decoració del Palau de Linares de Madrid, l'oratori de Miramar de Sant Sebastià, la Diputació de Pamplona, el palau de justícia de Barcelona i el casino de Saragossa. De totes maneres, la seva obra més coneguda és la decoració de l'església de San Francisco el Grande, de Madrid, on va treballar amb Francisco Pradilla i Manuel Domínguez.

## Obres destacades
- La última comunión de San Fernando
- Sibilas i Profetas a la cúpula de la Real Basílica de San Francisco el Grande, de Madrid.
- El Entiero de San Sebastián.
- Cisneros, fundador del hospital de Illescas amb la qual va guanyar la primera Medalla de l'Exposició Nacional de Belles Arts de 1892.

A Catalunya hi ha obra seva al Museu d'Art Jaume Morera de Lleida, on es conserva un Estudio de cabeza de la Virgen del Carmen. Iglesia S.Ignacio (San Sebastian), de 1917. Al Museu d'Art de Girona hi ha un Retrat d'un pagès, un oli sobre tela de 1910, un dipòsit del Museu del Prado.

## Premis rebuts
- medalla de tercera classe a l'Exposició Nacional de 1864
- medalla de segona classe a l'Exposició de Cadis de 1866
- primer premi a l'Exposició Nacional de 1878 (Entierro de San Sebastián)
- primer premi de l'Exposició Nacional de 1892 (Cisneros, fundador del hospital de Illescas)[1]